# Connectogramme
Les connectogrammes sont des représentations graphiques de connectomique, le domaine d'étude dédié à la cartographie et à l'interprétation de toutes les connexions de fibre de matière blanche dans le cerveau humain. Ces graphiques circulaires basés sur des données d'IRM de diffusion utilisent la théorie des graphes pour représenter les connexions de la matière blanche et les caractéristiques corticales pour des structures cérébrales simples, des sujets ou des populations. 

## Structure

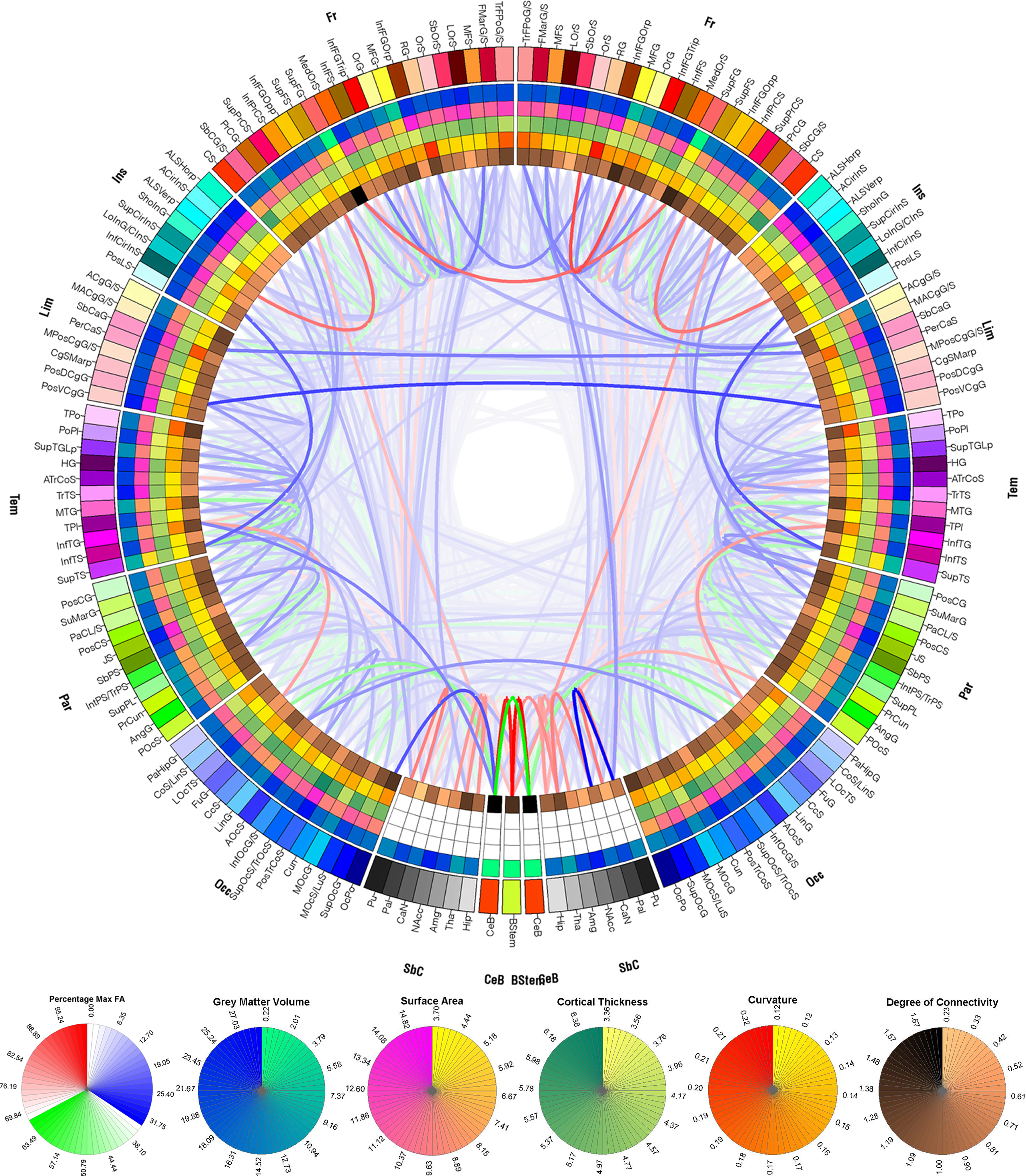
Connectogramme montrant les connexions moyennes et les mesures corticales de 110 hommes normaux, droitiers, âgés de 25-36 ans.

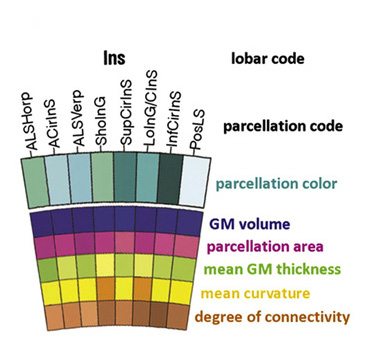
Légende des métadonnées présentées dans les différents anneaux du connectogramme.

## Description
Le connectogramme est une représentation graphique de la connectique cérébrale. Cette représentation a été proposée pour la première fois en 2012.
Les représentations circulaires des connexions sont utilisées dans un certain nombre de disciplines autre que la neurologie, parmi ces disciplines on peut citer la représentation de certains aspects des épidémies, des réseaux géographiques, les temps de la musique, de la diversité dans les populations d'oiseaux ou encore des données de la génomique. 

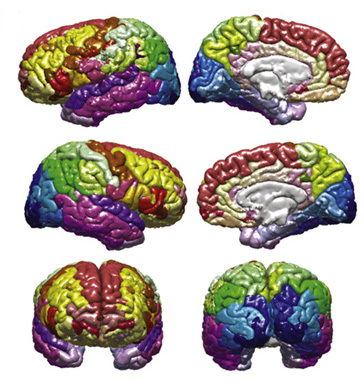
Zones du cerveau colorées selon l'anneau extérieur du connectogramme.

Les connectogrammes sont de forme circulaire, la moitié gauche représentant l'hémisphère gauche et la moitié droite représentant l'hémisphère droit. Les hémisphères sont décomposés en lobe frontal, le cortex insulaire, le lobe limbique, lobe temporal, le lobe pariétal, lobe occipital, les structures sous-corticales et le cervelet. En bas, le tronc cérébral est également représenté entre les deux hémisphères. Au sein de ces lobes, chaque zone corticale est étiqueté avec une abréviation et une couleur propre lui est attribué. Cette couleur peut être utilisée pour désigner ces mêmes régions corticales dans d'autres figures, comme les surfaces parcellaires du cerveau dans l'image adjacente, de sorte que le lecteur puisse trouver les zones corticales correspondantes sur une surface géométriquement précise et voir exactement à quel point les régions connectées peuvent être disparates. À l'intérieur de l'anneau de surface corticale, les cercles concentriques représentent chacun des attributs différents des régions corticales correspondantes. De l'extérieur à l'intérieur, ces anneaux métriques représentent le volume de la matière grise, la surface, l'épaisseur corticale, la courbure ainsi que le degré de connectivité (la proportion relative de fibres initiant ou se terminant dans la région par rapport à l'ensemble du cerveau). À l'intérieur de ces cercles, des lignes relient les régions qui sont structurellement reliées. La densité relative (nombre de fibres) de ces connexions se reflète dans l'opacité des lignes, de sorte que l'on peut facilement comparer les différentes connexions et leur importance structurelle. L'anisotropie fractionnée de chaque connexion se reflète dans sa couleur.

## Utilisation

### Cartographie du cerveau
Dans les années 2010, la recherche concentre ses efforts pour cartographier l'ensemble du cerveau humain et ses connexions,. Dans ce contexte, il est devenu de plus en plus important de trouver des moyens de représenter graphiquement de grandes quantités de données impliquées dans la connectomique. La plupart des autres représentations du connectome utilisent trois dimensions et nécessitent donc une interface utilisateur graphique interactive. Le connectogramme permet d'afficher 83 régions corticales dans chaque hémisphère et afficher visuellement les zones structurellement connectées, le tout sur une surface plane. Il est donc commodément classé dans les dossiers des patients ou à afficher en version imprimée. Les graphiques ont été développés à l'origine à l'aide de l'outil de visualisation Circos.

### Utilisation clinique

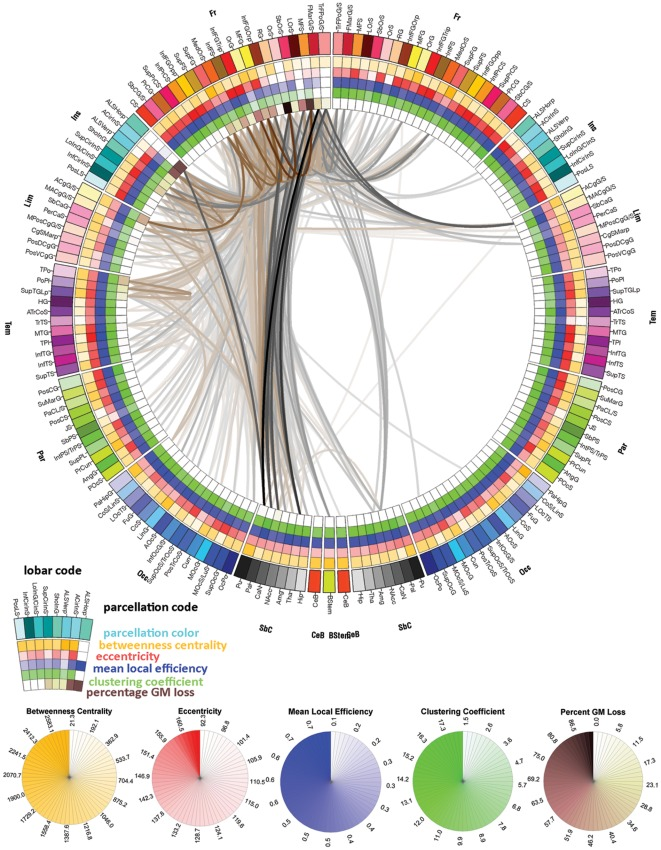
Connectogram, typique de ceux en usage clinique, représentant estimée de connexion des dommages dans Phineas Gage, qui, en 1848, a survécu à une grande barre de fer propulsés par le biais de son crâne et le cerveau. Le connectogram affiche uniquement les connexions qui ont été estimées à être endommagé.

Au niveau individuel, les connectogrammes peuvent être utilisés pour documenter le traitement des patients présentant des anomalies neuroanatomiques. Par exemple, les connectogrammes sont utilisés pour suivre la progression de la récupération neurologique des patients ayant subi une lésion cérébrale traumatique (TBI). Ils ont également été appliqués à Phineas Gage, un patient célèbre, pour estimer les dommages à son réseau neuronal (ainsi que les dommages au niveau cortical - l'objectif principal des études antérieures sur Gage).

### Études empiriques
Les connectogrammes peuvent permettre de représenter les moyennes des mesures corticales (volume de matière grise, surface, épaisseur corticale, courbure et degré de connectivité), ainsi que des données tractographiques, telles que les densités moyennes et l'anisotropie fractionnelle des connexions, pour des populations de toute taille. Cela permet une comparaison visuelle et statistique entre des groupes tels que les hommes et les femmes, des cohortes d'âge différentes ou des cohortes témoins et des patients en bonne santé. Certaines versions ont été utilisées pour analyser la répartition des réseaux dans des populations de patients  ou l'équilibre relatif entre les connexions interhémisphériques et intrahémisphériques.

### Versions modifiées

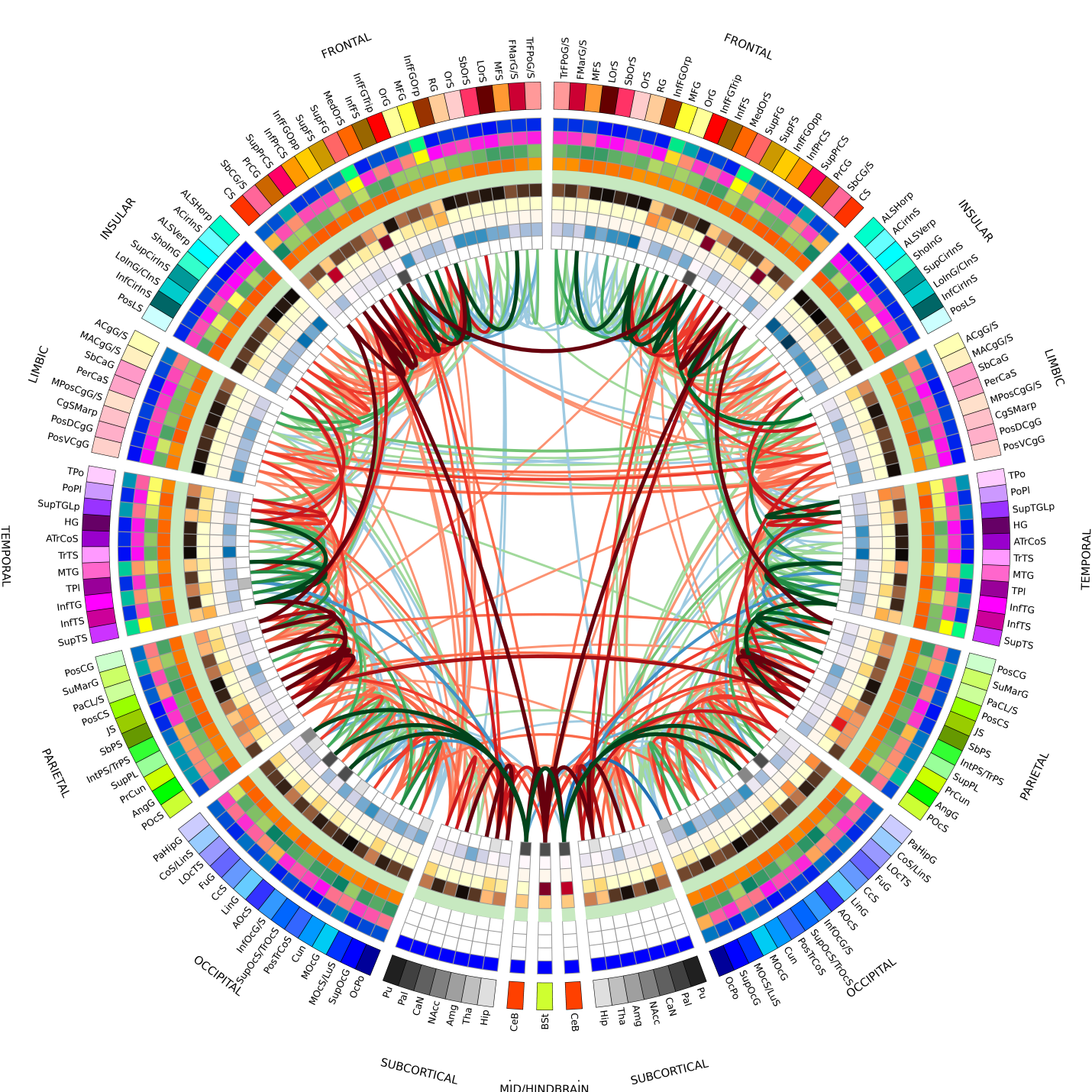
Connectogramme d'un sujet de contrôle en bonne santé, incluant 5 mesures nodales supplémentaires non incluses dans le connectogramme standard. De l'extérieur vers l'intérieur, les anneaux représentent la région corticale, le volume de matière grise, la surface, l'épaisseur corticale, la courbure, le degré de connectivité, la force des nœuds, la centralité intermédiaire, l'excentricité, l'efficacité nodale et la centralité des vecteurs propres. Entre le degré de connectivité et la force du nœud, un cercle vide a été ajouté en tant qu'espace réservé.

Il existe de nombreuses possibilités pour lesquels des mesures additionnelles peuvent être incluses dans les anneaux d'un connectogramme. Irimia et Van Horn (2012) ont publié des connectogrammes examinant les relations corrélatives entre les régions du cerveau. Ils ont également utilisé les diagrammes pour comparer la théorie des graphes et la connectomique. Certains ont été publiés sans les cercles internes des mesures corticales. D'autres variantes incluent des mesures additionnelles relatives aux réseaux neuronaux, qui peuvent être ajoutées comme anneaux additionnels à l'intérieur du connectogramme pour montrer illustrer la théorie des graphes, comme dans le connectogramme ci-contre :

## Les régions et leurs abréviations
| Acronyme     | Regions du connectogramme                                                           |
| ------------ | ----------------------------------------------------------------------------------- |
| ACgG/S       | Partie antérieure du Gyrus cingulaire et sulcus                                     |
| ACirInS      | Segment antérieur du Cortex insulaire de l'insula                                   |
| ALSHorp      | Ramus horizontal du segment antérieur du Sillon latéral (ou fissure)                |
| ALSVerp      | Ramus vertical du segment antérieur du sillon latéral (ou fissure)                  |
| AngG         | Angular gyrus                                                                       |
| AOcS         | Sillon occipital antérieur et encoche pré-occipitale (incisure temporooccipitale)   |
| ATrCoS       | Sillons collatéraux transversaux antérieurs                                         |
| CcS          | Scissure calcarine                                                                  |
| CgSMarp      | Branche marginale du sulcus cingulaire                                              |
| CoS/LinS     | Sillon occipito-temporel médial (sulcus collatéral) et lingual.                     |
| CS           | Sillon central (Fissure de Rolando)                                                 |
| Cun          | Cuneus                                                                              |
| FMarG/S      | Fronto-marginal gyrus (de Wernicke) et sulcus                                       |
| FuG          | Gyrus latéral occipital-temporal latéral (Lobule fusiforme)                         |
| HG           | Gyrus de Heschl (gyrus temporal transversal temporal antérieur)                     |
| InfCirInS    | Segment inférieur du sulcus circulaire de l'insula                                  |
| InfFGOpp     | Partie opératoire du gyrus frontal inférieur                                        |
| InfFGOrp     | Partie orbitale du gyrus frontal inférieur                                          |
| InfFGTrip    | Partie triangulaire du gyrus frontal inférieur                                      |
| InfFS        | Sulcus inférieur avant                                                              |
| InfOcG/S     | Gyrus et sulcus occipital inférieur                                                 |
| InfPrCS      | Inferior part of the precentral sulcus                                              |
| IntPS/TrPS   | Intraparietal sulcus (interparietal sulcus) and transverse parietal sulci           |
| InfTG        | Inferior temporal gyrus                                                             |
| InfTS        | Inferior temporal sulcus                                                            |
| JS           | Sulcus intermedius primus (of Jensen)                                               |
| LinG         | Lingual gyrus, lingual part of the medial occipito-temporal gyrus                   |
| LOcTS        | Lateral occipito-temporal sulcus                                                    |
| LoInG/CInS   | Long insular gyrus and central insular sulcus                                       |
| LOrS         | Lateral orbital sulcus                                                              |
| MACgG/S      | Middle-anterior part of the cingulate gyrus and sulcus                              |
| MedOrS       | Medial orbital sulcus (olfactory sulcus)                                            |
| MFG          | Middle frontal gyrus                                                                |
| MFS          | Middle frontal sulcus                                                               |
| MOcG         | Middle occipital gyrus, lateral occipital gyrus                                     |
| MOcS/LuS     | Middle occipital sulcus and lunatus sulcus                                          |
| MPosCgG/S    | Middle-posterior part of the cingulate gyrus and sulcus                             |
| MTG          | Middle temporal gyrus                                                               |
| OcPo         | Occipital pole                                                                      |
| OrG          | Orbital gyri                                                                        |
| OrS          | Orbital sulci (H-shaped sulci)                                                      |
| PaCL/S       | Paracentral lobule and sulcus                                                       |
| PaHipG       | Gyrus parahippocampique, parahippocampal part of the medial occipito-temporal gyrus |
| PerCaS       | Pericallosal sulcus (S of corpus callosum)                                          |
| POcS         | Parieto-occipital sulcus (or fissure)                                               |
| PoPl         | Polar plane of the superior temporal gyrus                                          |
| PosCG        | Gyrus postcentral                                                                   |
| PosCS        | Postcentral sulcus                                                                  |
| PosDCgG      | Posterior-dorsal part of the cingulate gyrus                                        |
| PosLS        | Posterior ramus (or segment) of the lateral sulcus (or fissure)                     |
| PosTrCoS     | Posterior transverse collateral sulcus                                              |
| PosVCgG      | Posterior-ventral part of the cingulate gyrus (isthmus of the cingulate gyrus)      |
| PrCG         | Gyrus précentral                                                                    |
| PrCun        | Précuneus                                                                           |
| RG           | Gyrus rectus (gyrus rectus)                                                         |
| SbCaG        | Subcallosal area, subcallosal gyrus                                                 |
| SbCG/S       | Subcentral gyrus (central operculum) and sulci                                      |
| SbOrS        | Suborbital sulcus (sulcus rostrales, supraorbital sulcus)                           |
| SbPS         | Sillon sous-pariétal                                                                |
| ShoInG       | Short insular gyri                                                                  |
| SuMarG       | Supramarginal gyrus                                                                 |
| SupCirInS    | Superior segment of the circular sulcus of the insula                               |
| SupFG        | Superior frontal gyrus                                                              |
| SupFS        | Superior frontal sulcus                                                             |
| SupOcG       | Superior occipital gyrus                                                            |
| SupPrCS      | Superior part of the precentral sulcus                                              |
| SupOcS/TrOcS | Superior occipital sulcus and transverse occipital sulcus                           |
| SupPL        | Superior parietal lobule                                                            |
| SupTGLp      | Lateral aspect of the superior temporal gyrus                                       |
| SupTS        | Superior temporal sulcus                                                            |
| TPl          | Temporal plane of the superior temporal gyrus                                       |
| TPo          | Hémisphère cérébral                                                                 |
| TrFPoG/S     | Transverse frontopolar gyri and sulci                                               |
| TrTS         | Transverse temporal sulcus                                                          |
| Amg          | Amygdala                                                                            |
| CaN          | Caudate nucleus                                                                     |
| Hip          | Hippocampe (cerveau)                                                                |
| NAcc         | Noyau accumbens                                                                     |
| Pal          | Globus pallidus                                                                     |
| Pu           | Putamen                                                                             |
| Tha          | Thalamus                                                                            |
| CeB          | Cervelet                                                                            |
| BStem        | Tronc cérébral                                                                      |

## Dans la culture populaire
Les connectogrammes auraient été une source d'inspiration pour le affichage tête haute style de Tony Stark casque de Iron Man 3.